# هر کی یک چیزی می‌خواد (فیلم)
هرکی یک چیزی می‌خواد (به انگلیسی: Everybody Wants Some) فیلمی آمریکایی در سبک کمدی-درام به نویسندگی و کارگردانی ریچارد لینکلیتر است.
داستان این فیلم دربارهٔ دانشجویان بازیکن بیسبال در دههٔ ۱۹۸۰ میلادی است. هرکی یه چیزی می‌خواد ابتدا در ۱۱ مارس ۲۰۱۶ در جنوب از جنوب‌غربی به نمایش درآمد و سپس توسط پارامونت پیکچرز در ۳۰ مارس ۲۰۱۶ در ایالات متحده اکران شد.

## داستان
این فیلم درباره گروهی از دانشجویان دوست‌داشتنی و عاشق خوشگذرانی است که بدون در نظر گرفتن مسئولیت‌های بزرگسالی راه خود را طی می‌کنند.

## بازیگران
- بلیک جنر در نقش جیک برخورد
- زوئی دویچ در نقش بارلی
- گلن پاول در نقش فین
- تایلر هوچلین در نقش گلن مک رینولدز
- رایان گوزمن در نقش کنی روپر
- وایت راسل در نقش چارلی
- تمپل بریکر در نقش تایرون
- فارست ویکی در نقش کما
- سوفیا تیلور علی در نقش هم اتاقی بارلی

## بازخورد
این فیلم توانست از سایت راتن تومیتوز از ۲۴۰ نقد، نمره خوب ۸۷ از ۱۰۰ دریافت کند که نشان می‌دهد، واکنش‌ها مثبت بودند. همچنین این فیلم از ۵۰ نقد، توانست نمره ۸۳ از ۱۰۰ را از متاکریتیک کسب کند که به معنای تحسین جهانی است.

## جوایز
| سال            | جایزه                      | دسته‌بندی        | نتیجه    |
| -------------- | -------------------------- | --------------- | -------- |
| ۱۹ دسامبر ۲۰۱۶ | جامعه منتقدان فیلم دیترویت | بهترین گروه     | نامزدشده |
| ۲۸ نوامبر ۲۰۱۶ | جوایز گاتهام               | بهترین فیلم     | نامزدشده |
| ۲۸ نوامبر ۲۰۱۶ | جوایز گاتهام               | برگزیده مخاطبان | نامزدشده |